# Bisdom San Fernando de La Union
Het bisdom San Fernando de La Union (Latijn: Dioecesis Ferdinandopolitana ab Unione) is een rooms-katholiek bisdom met als zetel San Fernando, hoofdstad van de provincie La Union, op de Filipijnen. Het bisdom is suffragaan aan het aartsbisdom Lingayen-Dagupan. 

## Geschiedenis
Het bisdom werd opgericht op 19 januari 1970, uit delen van het aartsbisdom Nueva Segovia.

## Parochies
Het bisdom had in 2022 een oppervlakte van 1.493 km2 en telde 853.600 inwoners waarvan 85,6% rooms-katholiek was.

## Bisschoppen
- Victorino Cristobal Ligot (6 februari 1970 - 18 september 1980)
- Salvador Lazo Lazo (20 januari 1981 - 28 mei 1993)
- Antonio Realubin Tobias (28 mei 1993 - 25 november 2003)
- Artemio Lomboy Rillera (1 april 2005 - 13 november 2011)
  - Socrates Buenaventura Villegas (apostolisch administrator: 17 november 2011 - 19 januari 2013)
- Rodolfo Fontiveros Beltran (30 oktober 2012 - 17 juni 2017)
  - Victor Barnuevo Bendico (apostolisch administrator: 17 juli 2017 - 2 augustus 2018)
- Daniel Oca Presto (9 mei 2018 - heden)

## Galerij van afbeeldingen

Wapen van het bisdom
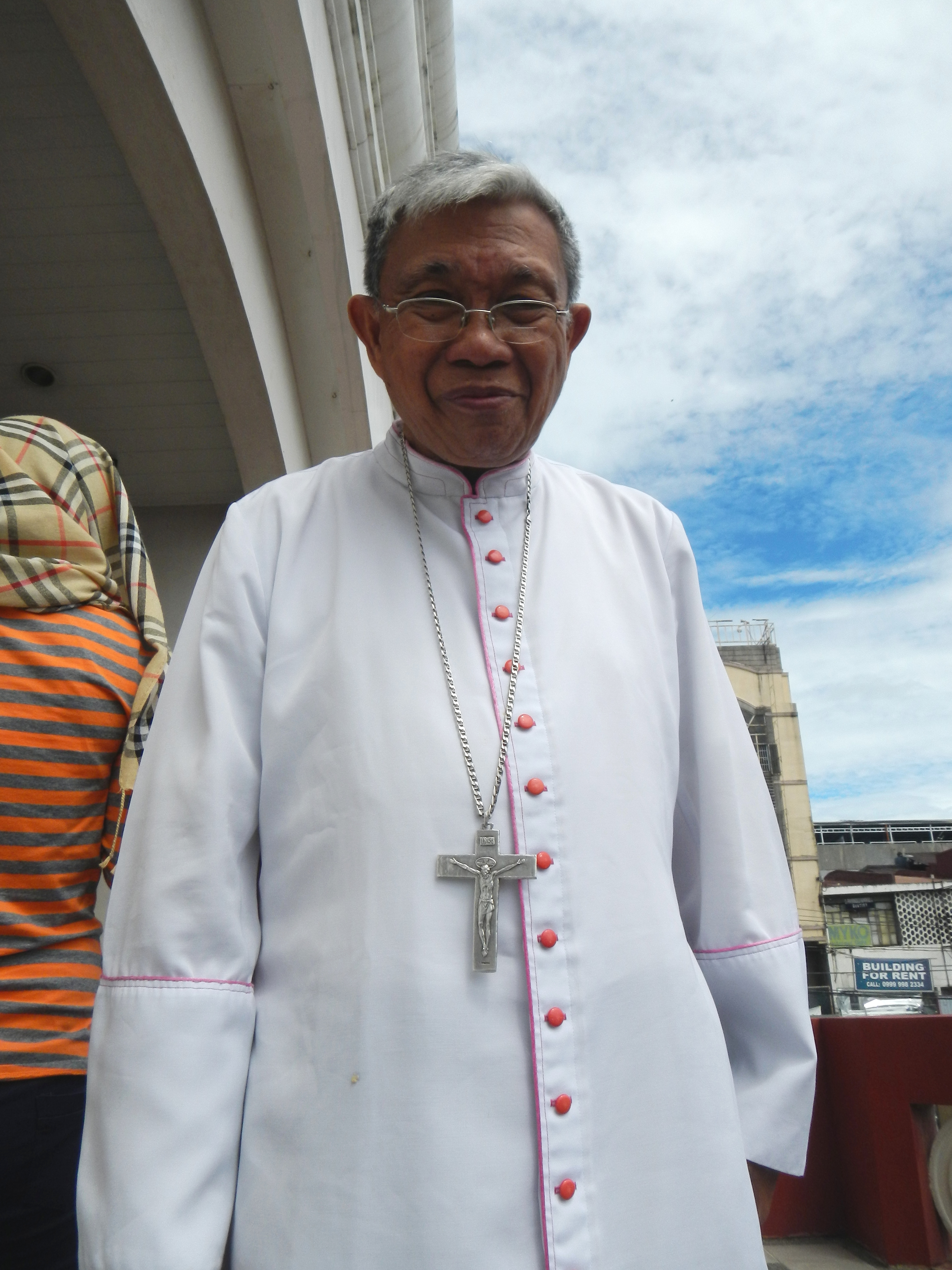
Bisschop Antonio Realubin Tobias (1993-2003)
Bisschop Salvador Lazo Lazo (1981-1993)

Lingayen-Dagupan (aartsbisdom) · Alaminos · Cabanatuan · San Fernando de La Union · San Jose · Urdaneta